# Голицын, Григорий Сергеевич (1779)
Князь Григо́рий Серге́евич Голи́цын (30 октября [10 ноября] 1779 — 17 [29] января 1848, Москва) — пензенский губернатор, сенатор; тайный советник, .

## Биография
Родился 30 октября (10 ноября) 1779 года; был старшим сыном в семье князя Сергея Фёдоровича Голицына (1749—1810). По линии отца — потомок Бориса Голицына, по линии матери — внучатый племянник Григория Потёмкина. Своё имя получил в честь светлейшего князя, который вместе с императрицей Екатериной стали его крёстными родителями. По свидетельству Вигеля, «его воспитывал какой-то барон Эйбен, который, даром что немец, ни сам ничего не знал, ни его ничему не учил». Сразу после рождения был пожалован в прапорщики. В семнадцатилетнем возрасте получил от императора Павла чин полковника и стал флигель-адъютантом, а через полтора года — генерал-адъютантом. Но уже в феврале 1799 года был отправлен императором в отставку из-за впавшего в немилость отца. Был выслан из Петербурга и уехал в Казацкое.
Вновь на службу вернулся при императоре Александре, получив в 1801 году чин действительного камергера. Позднее вернулся на военную службу и с чином генерал-майора был назначен состоять при отце генерал-губернаторе в Риге. В 1804 году вместе с отцом вышел в отставку.
С 18 февраля 1811 года при ходатайстве родственницы жены Марии Антоновны Нарышкиной был назначен пензенским губернатором. «Это было не вступление в должность губернатора, а восшествие, воцарение на престол», — вспоминал Вигель, отмечая при этом, что «наш губернатор был чрезвычайный оригинал». В должности находился до 1816 года. В 1819 году стал сенатором и тайным советником. В 1823 году оставил службу «по болезни».
Разорившись, проживал в старости один в соседнем с Зубриловкой имении Григорьевском, где тешил себя тем, что давал балы для дворовых людей всей окрестности. Князь Голицын умер в Москве, но похоронен в семейном пантеоне в Зубриловке.

## Свидетельства мемуаристов
Филипп Вигель вспоминал, что Григорий Сергеевич «лицом походил на отца, хотя был красивее его и ростом выше; не имел пылкого характера матери, но у неё заимствовал страсть первенства над мелкими людьми». «Муж моей тётушки был едва ли не один из замечательнейших самодуров своего времени, — вспоминает Владимир Соллогуб. — В своём поместье под Москвой он учредил нечто вроде маленького двора из своих „подданных“, как выражались в те времена. Были у него и „камер-юнкеры“, и „гофмаршалы“, и „фрейлины“, была даже „статс-дама“ — необыкновенно толстая и красивая попадья, к которой „двор“ относился с большим уважением. Дядюшка выпрашивал у моей матушки и других своих родственниц их поношенные атласные и бархатные платья. Эти платья обшивались дешёвыми золотыми позументами и в них облекались дебелые „придворные дамы“ Голицына. В праздники совершались выходы, которые по словам очевидца, были последним словом сумасбродства… На эти-то причуды да на стаи гончих и удалых троек ушло не только голицынское состояние, но и приданое моей тётушки, очень значительное».

## Брак и дети

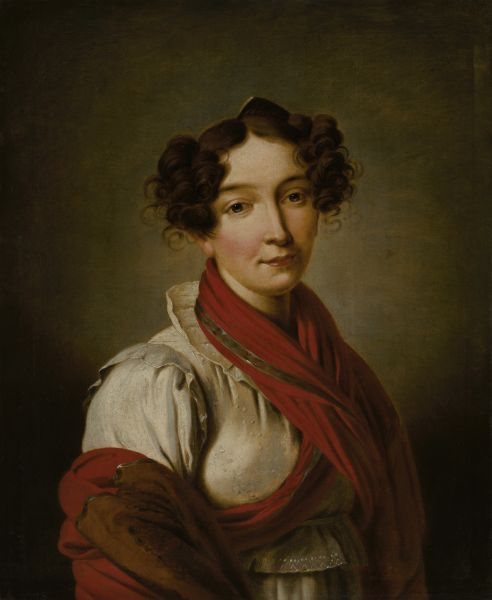
Екатерина Ивановна, жена

В 1801 году во время коронации Александра I сыграл свадьбу с польской графиней Екатериной Соллогуб (1784—1824), сестрой графа Льва Соллогуба, внучкой особо приближенного к Екатерине II обер-шталмейстера Л. А. Нарышкина. В браке родились две дочери и семь сыновей:
- Варвара (1802—1873) — фрейлина, с 1822 года супруга виконта Эдуарда де Шуазёль-Гуфье (1802—1827)
- Сергей (1803—1868) — с 1837 года женат на Марии Ивановне Езерской (1819—1881)
- Лев (1804—1871) — с 1834 года женат на Анне Дмитриевне Шепелевой (1813—1861)
- Михаил (1808—1868) — поэт и публицист
- Григорий (1809—1853) — женат на Елизавете Ивановне Жевановой (1818—15.01.1860), умерла от водянки в Висбадене, похоронена там же на православном кладбище.
- Дмитрий (1812—1873) — с 1834 года женат на графине Марфе Ивановне Платовой (1812—1891), внучке знаменитого атамана.
- Наталья (1816—1874) — с 1835 года супруга Ивана Михайловича Донаурова (1807—1849)
- Николай (1817—1855)
- Фёдор (1819—1887) — с 1847 года женат на Марии Михайловне Веселовской (1829—1852), 2-й брак с 1853 года — Евдокия Ивановна Зарудная (1832—1920)

## Награды
- Орден Святой Анны 2-й степени с алмазами (1807),
- Орден Святой Анны 1-й степени (1813),
- Орден Святого Владимира 2-й степени (1842)[3].